# Franz von Schleussing

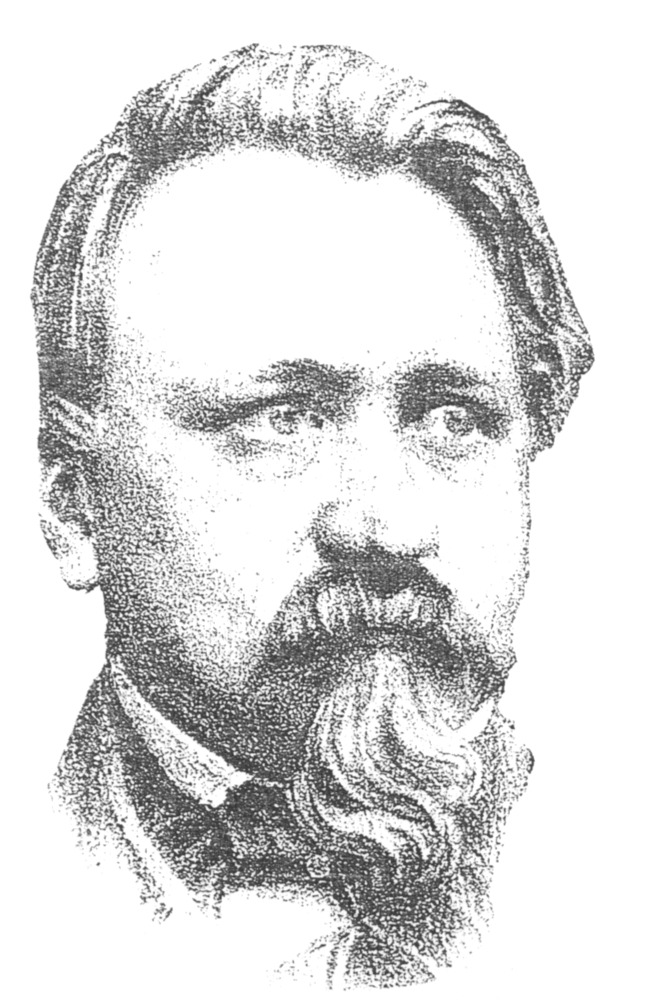
Franz von Schleussing
(Lithografie von 1849)

Franz Schleussing, ab 1815 Franz von Schleussing (* 11. Juni 1809 in Modgarben; † 5. Dezember 1887 in Rastenburg), war ein preußischer Major und Gutsherr. Er gehörte zu den wenigen aktiven Offizieren, die als Mitglieder der Frankfurter Nationalversammlung angehörten.

## Leben
Franz Wilhelm Adam von Schleussing wurde als Sohn des preußischen Majors und Rittergutsbesitzes Franz Friedrich Schleussing geboren. Sein Vater war der Neffe und Adoptivsohn des schwedischen Leutnants von Schleusing. Seine Mutter Dorothea war eine geborene Cölestin von Gossow. Die Familie besaß im Laufe der Zeit mehrere Rittergüter, so unter anderem in den ostpreußischen Landkreisen Friedland, Gumbinnen und Rastenburg. Am 14. Juni 1815 wurde Franz Friedrich Schleussing, Herr auf Beyditten, in den Adelsstand im Königreich Preußen erhoben.
Franz von Schleussing besuchte zunächst für einige Jahre das Gymnasium in Rastenburg. Er trat 1830 als Fähnrich in die 1. Preußischen Jägerabteilung ein, die seit 1817 in Rastenburg in Garnison stand. 1844 erfolgte seine Beförderung zum Secondeleutnant und 1846 die zum Premierleutnant sowie Abteilungsadjutanten. Obwohl er nie ein Abiturzeugnis erhielt, gehörte er 1846 zum Festausschuss zur Vorbereitung der Dreihundertjahrfeier seines ehemaligen Gymnasiums in Rastenburg, eine der ältesten höheren Schulen in Ostpreußen.
Bei der Wahl zur Frankfurter Nationalversammlung 1848 wurde Schleussing von den Wahlmännern des 10. Wahlkreises, er umfasste die Landkreise Rastenburg und Lötzen, bestätigt. Sofort nach der Wahl reiste er nach Frankfurt am Main und konnte noch am Einzug der Abgeordneten in die Frankfurter Paulskirche teilnehmen. Er war zusammen mit neun weiteren aktiven Offizieren, je zwei Generäle, Oberste, Majore, Hauptmänner und einem Leutnant, einer der wenigen Militärs, die ein Mandat in der Nationalversammlung erhielten. In einer Sitzung am 5. Juni 1848 wurde der Antrag zur Bildung eines Ausschusses zur Organisation des Deutschen Landheeres und zur Unabhängigkeit von dem Willen der Territorialregierungen gestellt. Bereits vier Tage später, am 9. Juni 1848, wurde Schleussing in die neu gebildete Kommission für Volksbewaffnung und Heerwesen berufen. Sie begann sofort mit der Ausarbeitung von Plänen für eine Verstärkung der Streitkräfte in den einzelnen Bundesländern. Schleussing, er schloss sich der Casino-Fraktion an, stimmte auch für einen Antrag, die Gesamtstärke der bewaffneten Kräfte auf zwei Prozent der Gesamtbevölkerung zu erhöhen. Entschieden wies er aber Vorschläge zurück, neben der regulären Armee noch eine Miliz auf gesetzlicher Grundlage zu errichten. Bürgerwehren und Schützengilden hatten solche Petitionen eingereicht. Mit den Wählern in seinem Wahlbezirk blieb er in regen Kontakt, Eingaben, die ihn erreichten, leitete er stets weiter. So im Oktober 1848, als um Schutz gegen Beschränkungen des Verkehrs gebeten wurde, im Mai 1849, als der Gewerbeverein in Rastenburg eine Adresse an die Nationalversammlung zur sofortigen Durchführung einer Reichsverfassung richtete und eine Eingabe eines Kaufmannes aus Lötzen Die Abhilfe der Not der Proletarier im Kreis Lötzen betreffend, die an den Ausschuss für Volkswirtschaft weitergeleitet wurde. Bei einem Antrag nach dem die einzelnen Länder ihre gesamte bewaffnete Macht sofort auf die Reichsverfassung vereidigen sollten, stimmte er mit nein. Bei der Abstimmung am 16. Mai 1849, ob die von Preußen einseitig angeordnete Beendigung der Mandate anerkannt oder abgelehnt werden sollte, fehlte Schleussing bereits unentschuldigt. Am folgenden Tag gab der Präsident der Nationalversammlung die Austrittsanzeige des Abgeordneten Schleussing bekannt, der keine Begründung beigefügt war. Seine undatierte Eintragung im Parlamentsalbum lautete:
Zeiten der Neugestaltung der Staaten bedürfen der Klugheit und des Mutes ihrer besten Männer; aber ihr Gemüt muß auch durchgeglüht sein vom Wohlwollen für alle Mitbürger und von der heiligen Liebe zum Vaterlande, damit jenes Ziel erreicht werde.
Nach dem Ende seiner parlamentarischen Arbeit im Mai 1849 wurde er als Premierleutnant zum 3. Jägerbataillon nach Lübben in den Spreewald versetzt. Zwei Jahre später zum Hauptmann befördert, kam er wieder zu seiner alten Einheit zurück, dass nun 1. Preußisches Jägerbataillon hieß und seit Sommer 1848 in Braunsberg garnisoniert war. Bis zum Jahre 1858 blieb Schleussing als aktiver Jägeroffizier in Braunsberg stationiert, wo seine Söhne auch das dortige Gymnasium besuchten. Im gleichen Jahr trat er mit dem Charakter als Major aus dem aktiven Dienst. Ihm wurde das Tragen seiner bisherigen Uniform gestattet und eine Zivilversorgung in Aussicht gestellt. Von 1860 bis 1873 wurde er als Major zur Disposition stellvertretender Kommandeur eines Landwehrbataillons in Insterburg, wo er zugleich als Bezirkskommandeur eingesetzt war. An den Feldzügen der Einigungskriege war er nicht beteiligt, erhielt aber das Dienstauszeichnungskreuz und den Roten-Adler-Orden 4. Klasse. 1873 trat er endgültig in den Ruhestand.
Franz von Schleussing starb am 5. Dezember 1887, im Alter von 78 Jahren, in Rastenburg. Er war als Freimaurer Mitglied der Großen National-Mutterloge „Zu den drei Weltkugeln“.